# Paz de Alés
La Paz o Edicto de Alais o «Edicto de Gracia», porque se negoció en la ciudad de Alès, (en francés Paix d'Alés) es un tratado promulgado por el rey de Francia Luis XIII el 28 de junio de 1629.

## Contexto
La firma del edicto tuvo lugar tras el asedio a La Rochela, una de las últimas ciudades protestantes en Francia, que acabó en 1628. Poco después, se produce el asedio de Privas que acabó el 28 de mayo de 1629 con la toma de la villa. El Edicto de Alés firmado el posterior 28 de junio puso punto final a las rebeliones hugonotes que se sucedieron ininterrumpidamente en Francia desde 1621 hasta 1629.

## Desarrollo
En 1629, Luis XIII asedia Alès, durante nueve días. La mañana del 17 de junio de 1629, la ciudad se rinde, con aproximadamente 2 300 hombres presentes en sus muros que nada pueden hacer teniendo en frente al ejército del rey. Luis XIII hace su entrada triunfal al frente de sus tropas por la puerta de la Roque, acompañado por Richelieu en hábito militar. Los Hugonotes son autorizados entonces por el rey a marchar para Anduze contra la promesa de no rebelarse con armas contra el rey. El 27 de junio de 1629, Richelieu concede a los protestantes la paz de Alès. Este tratado ha sido firmado por el rey y el duque de Rohan el 28 de junio al campo de Lédignan, cerca de Alès. Un cuadro pintado por Cabannes, exposición en el edificio del archivo municipal, representa la escena como que transcurre en ciudad, en presencia del duque de Rohan, jefe del partido protestante, aunque este personaje no estuvo presente allí. El Edicto de Alès está grabado por el Parlamento de Toulouse el 18 de agosto de 1629. Tres días después, el 21 de agosto, se rendía Montauban. Última ciudad protestante. 

## Contenido
Por un lado, el Edicto de Alès suprime el privilegio de las asambleas políticas y de los lugares de seguridad protestante (38 fortificaciones serán desmanteladas).
Por otro lado, el Edicto confirma la libertad de culto establecido por el édicto de Nantes anterior, restaura la libertad de culto de los católicos en los territorios hasta entonces reservados al culto protestante.